# Élections régionales de 2021 à Souss-Massa

Carte de la région.

Les élections régionales à Souss-Massa se déroulent le 8 septembre 2021.

## Résultats

### Global
|                          | Rassemblement national des indépendants (RNI) | 271 771   | 40,75 | 23 | 12            |  |  |  |
|                          | Parti de l'Istiqlal (PI)                      | 139 059   | 20,85 | 12 | 3             |  |  |  |
|                          | Parti authenticité et modernité (PAM)         | 125 609   | 18,83 | 11 | 4             |  |  |  |
|                          | Union socialiste des forces populaires (USFP) | 34 234    | 5,13  | 3  | 1             |  |  |  |
|                          | Parti de la justice et du développement (PJD) | 46 221    | 6,93  | 3  | 20            |  |  |  |
|                          | Parti du progrès et du socialisme (PPS)       | 21 283    | 3,19  | 3  | 1             |  |  |  |
|                          | Mouvement populaire (MP)                      | 11 948    | 1,79  | 1  | 1             |  |  |  |
|                          | Alliance de la fédération de gauche (AGD)     | 2 472     | 0,37  | 1  | en stagnation |  |  |  |
|                          |                                               |           |       |    |               |  |  |  |
| Total                    | Total                                         | 666 971   | 100   |    |               |  |  |  |
| Abstentions              | Abstentions                                   | 631 143   | 48,62 |    |               |  |  |  |
| Inscrits / Participation | Inscrits / Participation                      | 1 298 114 | 51,38 |    |               |  |  |  |

### Par préfecture et province

#### Agadir Ida-Outanan
| Parti                    | Parti                                         | Suffrage | Suffrage | Sièges | Sièges |
| Parti                    | Parti                                         | #        | %        | #      | %      |
| ------------------------ | --------------------------------------------- | -------- | -------- | ------ | ------ |
|                          | Rassemblement national des indépendants (RNI) | 50 346   | 51,48    | 6      | 50,00  |
|                          | Parti authenticité et modernité (PAM)         | 14 341   | 14,67    | 2      | 16,66  |
|                          | Parti de l'Istiqlal (PI)                      | 8 326    | 8,51     | 2      | 16,66  |
|                          | Parti du progrès et du socialisme (PPS)       | 7 193    | 7,36     | 1      | 8,33   |
|                          | Union socialiste des forces populaires (USFP) | 6 804    | 6,96     | 1      | 8,33   |
|                          | Parti de la justice et du développement (PJD) | 5 345    | 5,47     |        |        |
|                          | Alliance de la fédération de gauche (AGD)     | 1 895    | 1,94     |        |        |
|                          | Mouvement populaire (MP)                      | 832      | 0,85     |        |        |
|                          | Parti socialiste unifié (PSU)                 | 814      | 0,83     |        |        |
|                          | Front des forces démocratiques (FFD)          | 759      | 0,78     |        |        |
|                          | Union constitutionnelle (UC)                  | 657      | 0,67     |        |        |
|                          | Parti vert marocain (PVM)                     | 192      | 0,20     |        |        |
|                          | Parti marocain libéral (PML)                  | 169      | 0,17     |        |        |
|                          | Parti de l'unité et de la démocratie (PUD)    | 116      | 0,12     |        |        |
|                          |                                               |          |          |        |        |
| Total                    | Total                                         | 97 789   | 100,00   |        |        |
| Abstentions              | Abstentions                                   | 172 645  | 63,84    |        |        |
| Inscrits / Participation | Inscrits / Participation                      | 270 434  | 36,16    |        |        |

#### Chtouka-Aït Baha
| Parti                    | Parti                                         | Suffrage | Suffrage | Sièges | Sièges |
| Parti                    | Parti                                         | #        | %        | #      | %      |
| ------------------------ | --------------------------------------------- | -------- | -------- | ------ | ------ |
|                          | Rassemblement national des indépendants (RNI) | 37 578   | 37,15    | 3      | 37,50  |
|                          | Parti authenticité et modernité (PAM)         | 25 441   | 25,15    | 2      | 25,00  |
|                          | Parti de l'Istiqlal (PI)                      | 23 195   | 22,93    | 2      | 25,00  |
|                          | Parti de la justice et du développement (PJD) | 4 325    | 4,28     | 1      | 12,50  |
|                          | Union socialiste des forces populaires (USFP) | 3 275    | 3,24     |        |        |
|                          | Parti du progrès et du socialisme (PPS)       | 2 676    | 2,65     |        |        |
|                          | Parti socialiste unifié (PSU)                 | 2 509    | 2,48     |        |        |
|                          | Mouvement populaire (MP)                      | 990      | 0,98     |        |        |
|                          | Parti du centre social (PCS)                  | 519      | 0,51     |        |        |
|                          | Front des forces démocratiques (FFD)          | 471      | 0,47     |        |        |
|                          | Parti marocain libéral (PML)                  | 97       | 0,10     |        |        |
|                          | Parti vert marocain (PVM)                     | 71       | 0,07     |        |        |
|                          |                                               |          |          |        |        |
| Total                    | Total                                         | 101 147  | 100,00   |        |        |
| Abstentions              | Abstentions                                   | 73 999   | 42,25    |        |        |
| Inscrits / Participation | Inscrits / Participation                      | 175 146  | 57,75    |        |        |

#### Inezgane-Aït Melloul
| Parti                    | Parti                                                       | Suffrage | Suffrage | Sièges | Sièges |
| Parti                    | Parti                                                       | #        | %        | #      | %      |
| ------------------------ | ----------------------------------------------------------- | -------- | -------- | ------ | ------ |
|                          | Rassemblement national des indépendants (RNI)               | 22 146   | 31,15    | 3      | 25,00  |
|                          | Parti authenticité et modernité (PAM)                       | 11 681   | 16,43    | 2      | 16,67  |
|                          | Parti de l'Istiqlal (PI)                                    | 11 624   | 16,35    | 2      | 16,67  |
|                          | Union socialiste des forces populaires (USFP)               | 6 514    | 9,16     | 2      | 16,67  |
|                          | Parti de la justice et du développement (PJD)               | 5 599    | 7,88     | 1      | 8,33   |
|                          | Parti du progrès et du socialisme (PPS)                     | 5 361    | 7,54     | 1      | 8,33   |
|                          | Front des forces démocratiques (FFD)                        | 2 915    | 4,10     | 1      | 8,33   |
|                          | Mouvement populaire (MP)                                    | 2 286    | 3,22     |        |        |
|                          | Parti de l'unité et de la démocratie (PUD)                  | 1 257    | 1,77     |        |        |
|                          | Mouvement démocratique et social (MDS)                      | 773      | 1,09     |        |        |
|                          | Alliance de la fédération de gauche (AGD)                   | 387      | 0,54     |        |        |
|                          | Parti socialiste unifié (PSU)                               | 349      | 0,49     |        |        |
|                          | Parti de l'environnement et du développement durable (PEDD) | 204      | 0,29     |        |        |
|                          |                                                             |          |          |        |        |
| Total                    | Total                                                       | 71 096   | 100,00   |        |        |
| Abstentions              | Abstentions                                                 | 129 287  | 64,52    |        |        |
| Inscrits / Participation | Inscrits / Participation                                    | 200 383  | 35,48    |        |        |

#### Taroudant
| Parti                    | Parti                                         | Suffrage | Suffrage | Sièges | Sièges |
| Parti                    | Parti                                         | #        | %        | #      | %      |
| ------------------------ | --------------------------------------------- | -------- | -------- | ------ | ------ |
|                          | Rassemblement national des indépendants (RNI) | 106 070  | 37,81    | 5      | 41,66  |
|                          | Parti de l'Istiqlal (PI)                      | 76 885   | 27,41    | 3      | 25,00  |
|                          | Parti authenticité et modernité (PAM)         | 57 894   | 20,64    | 3      | 25,00  |
|                          | Parti de la justice et du développement (PJD) | 24 801   | 8,84     | 1      | 8,33   |
|                          | Union socialiste des forces populaires (USFP) | 12 869   | 4,59     |        |        |
|                          | Mouvement populaire (MP)                      | 1 109    | 0,40     |        |        |
|                          | Parti marocain libéral (PML)                  | 584      | 0,21     |        |        |
|                          | Parti socialiste unifié (PSU)                 | 324      | 0,12     |        |        |
|                          |                                               |          |          |        |        |
| Total                    | Total                                         | 280 536  | 100,00   |        |        |
| Abstentions              | Abstentions                                   | 170 559  | 37,81    |        |        |
| Inscrits / Participation | Inscrits / Participation                      | 451 095  | 62,19    |        |        |

#### Tata
| Parti                    | Parti                                         | Suffrage | Suffrage | Sièges | Sièges |
| Parti                    | Parti                                         | #        | %        | #      | %      |
| ------------------------ | --------------------------------------------- | -------- | -------- | ------ | ------ |
|                          | Rassemblement national des indépendants (RNI) | 17 900   | 35,64    | 2      | 33,33  |
|                          | Parti authenticité et modernité (PAM)         | 11 754   | 23,29    | 2      | 33,33  |
|                          | Parti de l'Istiqlal (PI)                      | 10 901   | 21,60    | 1      | 16,67  |
|                          | Mouvement populaire (MP)                      | 6 414    | 12,71    | 1      | 16,67  |
|                          | Parti de la justice et du développement (PJD) | 1 907    | 3,78     |        |        |
|                          | Union socialiste des forces populaires (USFP) | 739      | 1,46     |        |        |
|                          | Parti du progrès et du socialisme (PPS)       | 517      | 1,02     |        |        |
|                          | Parti des Néo-Démocrates (PND)                | 250      | 0,50     |        |        |
|                          |                                               |          |          |        |        |
| Total                    | Total                                         | 50 472   | 100,00   |        |        |
| Abstentions              | Abstentions                                   | 23 927   | 32,16    |        |        |
| Inscrits / Participation | Inscrits / Participation                      | 74 399   | 67,84    |        |        |

#### Tiznit
| Parti                    | Parti                                         | Suffrage | Suffrage | Sièges | Sièges |
| Parti                    | Parti                                         | #        | %        | #      | %      |
| ------------------------ | --------------------------------------------- | -------- | -------- | ------ | ------ |
|                          | Rassemblement national des indépendants (RNI) | 37 641   | 57,09    | 4      | 57,14  |
|                          | Parti de l'Istiqlal (PI)                      | 8 128    | 12,33    | 2      | 28,57  |
|                          | Parti du progrès et du socialisme (PPS)       | 5 536    | 8,40     | 1      | 14,29  |
|                          | Parti authenticité et modernité (PAM)         | 4 498    | 6,82     |        |        |
|                          | Parti de la justice et du développement (PJD) | 4 244    | 6,44     |        |        |
|                          | Union socialiste des forces populaires (USFP) | 4 033    | 6,12     |        |        |
|                          | Union constitutionnelle (UC)                  | 918      | 1,39     |        |        |
|                          | Mouvement populaire (MP)                      | 317      | 0,48     |        |        |
|                          | Parti du centre social (PCS)                  | 237      | 0,36     |        |        |
|                          | Alliance de la fédération de gauche (AGD)     | 190      | 0,29     |        |        |
|                          | Parti vert marocain (PVM)                     | 189      | 0,29     |        |        |
|                          |                                               |          |          |        |        |
| Total                    | Total                                         | 65 931   | 100,00   |        |        |
| Abstentions              | Abstentions                                   | 51 005   | 43,74    |        |        |
| Inscrits / Participation | Inscrits / Participation                      | 116 936  | 56,54    |        |        |

### Répartition des sièges
| Parti | Parti | Agadir Ida-Outanan | Inezgane-Aït Melloul | Chtouka-Aït Baha | Taroudant | Tiznit | Tata | Total |
| ----- | ----- | ------------------ | -------------------- | ---------------- | --------- | ------ | ---- | ----- |
|       | RNI   | 6                  | 3                    | 3                | 5         | 4      | 2    | 23    |
|       | PI    | 2                  | 2                    | 2                | 3         | 2      | 1    | 12    |
|       | PAM   | 2                  | 2                    | 2                | 3         |        | 2    | 11    |
|       | PJD   |                    | 1                    | 1                | 1         |        |      | 3     |
|       | PPS   | 1                  | 1                    |                  |           | 1      |      | 3     |
|       | USFP  | 1                  | 2                    |                  |           |        |      | 3     |
|       | FFD   |                    | 1                    |                  |           |        |      | 1     |
|       | MP    |                    |                      |                  |           |        | 1    | 1     |